# Мужская сборная Зимбабве по хоккею на траве
Мужская сборная Зимбабве по хоккею на траве — мужская сборная по хоккею на траве, представляющая Зимбабве на международной арене. Управляющим органом сборной выступает Ассоциация хоккея на траве Зимбабве (англ. Hockey Association of Zimbabwe).
Сборная занимает (по состоянию на 1 января 2015) 56-е место в рейтинге Международной федерации хоккея на траве (FIH).

## Результаты выступлений

### Олимпийские игры
- 1964 — 11-е место

### Всеафриканские игры
- 1987 —
- 1991 —
- 1995 — 4-е место
- 1999 — 4-е место
- 2003 — 5-е место

### Чемпионат Африки по хоккею на траве
- 1974 — не участвовали
- 1983 — 4-е место
- 1989 — 4-е место
- 1993 — 4-е место
- 1996 — 4-6-е места
- 2000 —
- 2005—2013 — не участвовали